# 加弗倫茨凱布靈山

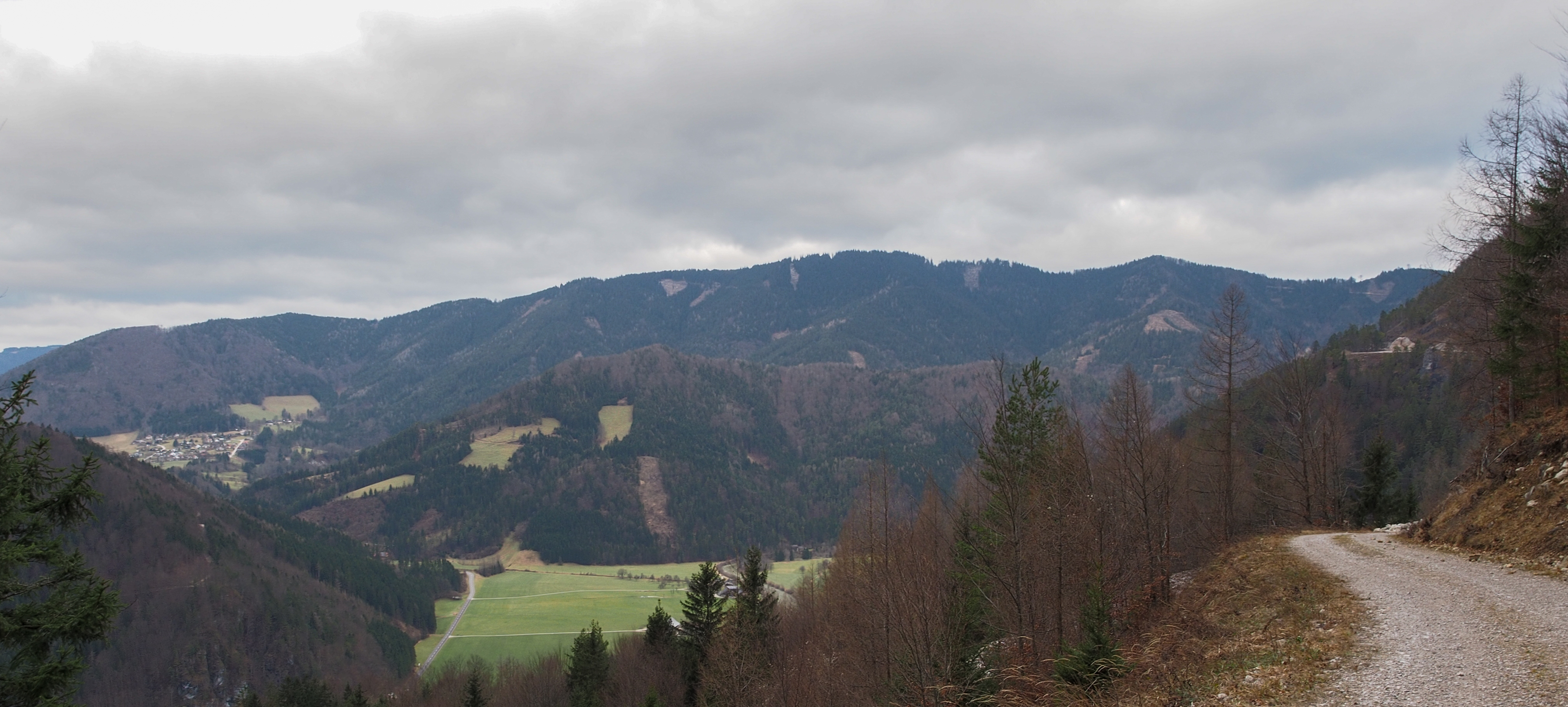

47°51′44″N 14°43′58″E / 47.86222°N 14.73278°E
加弗倫茨凱布靈山（德語：Gaflenzer Kaibling），是奧地利的山峰，位於該國東北部，處於上奧地利州和下奧地利州接壤的邊界，距離黑格貝格山5.6公里，海拔高度1,167米，每年平均降雨量1,513毫米。